# Mountain Lakes
Mountain Lakes is een plaats (borough) in de Amerikaanse staat New Jersey, en valt bestuurlijk gezien onder Morris County.

## Demografie
Bij de volkstelling in 2000 werd het aantal inwoners vastgesteld op 4256.
In 2006 is het aantal inwoners door het United States Census Bureau geschat op 4343, een stijging van 87 (2.0%).

## Geografie
Volgens het United States Census Bureau beslaat de plaats een oppervlakte van
7,5 km², waarvan 6,9 km² land en 0,6 km² water.

## Geboren
- Brittany Underwood (1988), actrice

## Plaatsen in de nabije omgeving
De onderstaande figuur toont nabijgelegen plaatsen in een straal van 12 km rond Mountain Lakes.